# پیتومه لوزه
پیتومه لوزه (به لاتین: Pitome Loze) یک منطقهٔ مسکونی در مونته‌نگرو است که در شهرداری دانیلوگراد واقع شده‌است. پیتومه لوزه ۵۲۹ نفر جمعیت دارد.